# Liste des cours d'eau du Mato Grosso
Liste des principaux cours d'eau de l'État du Mato Grosso, au Brésil.
- Rio Araguaia
- Rio Arinos

- Rio Cuiabá
- Rio Culuene (ou rio Kuluene)

- Rio Guaporé

- Rio Jaurú
- Rio Juruena

- Rio São Manuel (ou rio Teles Pires)
- Rio das Mortes (ou rio Manso)

- Rio Paraguai
- Rio Piqueri
- Rio Piquiri

- Rio Roosevelt

- Rio São Lourenço

- Rio Tapajós

- Rio Vermelho

- Rio Xingu